# Phare d'Amlwch
Le phare d'Amlwch est un ancien phare maritime situé sur la
jetée du vieux port d'Amlwch, à l'extrémité nord-est d'Anglesey, au Pays de Galles.

## Histoire
Le phare existant, une tour carrée érigée en 1853, fut le quatrième sur ce site. Il a une forme originale et il est construit en maçonnerie de pierre de taille. Il a une hauteur de 4,6 mètres. La lanterne actuelle a été ajoutée au-dessus de la tour à une date ultérieure.
Deux quais courts ont été construits dans le petit port d'Amlwch à la suite d'un Act of Parliament de 1743, quand celui-ci a été amélioré. Deux maisons octogonales, avec de petites lanternes faisant saillie du toit, ont été ajoutées au premier ouvrage.
En 1816, une jetée extérieure, d'environ 46 mètres de long, a été construite pour fournir une protection supplémentaire à l'intérieur du port. En 1817, un petit phare avec une lumière de 8,5 mètres au-dessus de la mer de a été construit, puis remplacé par le phare actuel.
La cale sèche et le phare sur le ruisseau d'Amlwch servaient autrefois pour l'expédition de cuivre de l'une des plus grandes mines de cuivre d'Europe, située à Parys Mountain (en). L'importance de premier port d'exportation de cuivre d'Amlwch fait aujourd'hui de l'ancien phare un site patrimonial d'importance internationale.

### Lien connexe
- Liste des phares du Pays de Galles